# Akna (közmű)
A csatornahálózat általában a közterület felszíne alatt fenékeséssel kialakított, nyílt vízfelszínű, zárt keresztmetszetű csatornák és műtárgyaik összefüggő rendszere. A csatornahálózat egyik ilyen műtárgya az akna is. A közműhálózat bármely szakaszán létesített, a közlekedést, a javítást és az ahhoz szükséges anyagok lejuttatására szolgáló műtárgy. Formái változatosak lehetnek.